# Rhadinocentrus ornatus
Rhadinocentrus ornatus ist ein schlanker Süßwasserfisch aus der Familie der Regenbogenfische, der in küstennahen Gewässern im südlichen Queensland und im nördlichen New South Wales lebt.

## Merkmale

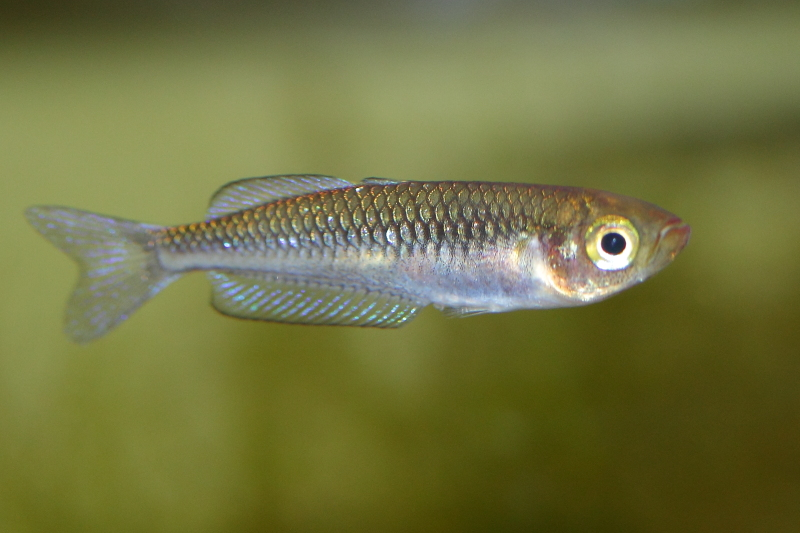
Weibchen (Searys Creek)

Rhadinocentrus ornatus sind sehr variabel gefärbt, je nach geografischer Herkunft. Der silbrig-transparente Körper ist oft bläulich oder rötlich gefärbt. Die Schuppen sind relativ groß und bilden durch die oft dunklen Schuppenränder ein Netzmuster. Oft ist ein dunkler Doppelstreifen in der Körpermitte vom Kopf bis zum Schwanz sichtbar. Rücken und Nacken schillern neonblau, die Flossen sind oft rötlich und mit dunklen Flossenstrahlen. Die Männchen sind lebhafter gefärbt als die Weibchen und besitzen eine ausgezogenere Schwanzflosse. Während der Balz zeigen die Männchen einen roten Balzstreifen von der Maulspitze bis zur zweiten Rückenflosse oder Dorsale. Die schlanken Fische erreichen eine maximale Standardlänge von 5–6 cm, meist sind es etwa 4 cm.
Flossenformel: D1 III-V, D2 I/11-15, A I/18-22, P 11-13

## Verbreitung und Habitat
Rhadinocentrus ornatus ist endemisch in den subtropischen küstennahen Gewässern östlich der Great Dividing Range zwischen Maryborough (Queensland) und Coffs Harbour (New South Wales). Er kommt auch auf den der Küste vorgelagerten großen Sandinseln, wie K’gari, Moreton Island (dem Typusfundort) und North Stradbroke Island vor. Dort lebt er in Süßwasserbächen und -flüssen, Teichen und Dünenseen (Wallum). Das Wasser ist typischerweise durch Huminstoffe dunkel gefärbt und sauer. Die Fische halten sich in der Nähe von Wurzeln und Totholz, überhängender oder auftauchender Vegetation auf.
Das Verbreitungsgebiet ist begrenzt und fragmentiert, so dass kein Genfluss zwischen vielen Populationen stattfindet. Genetische Studien haben vier solcher unterschiedlicher Populationen nachgewiesen, die folgenden Gebieten zugeordnet werden können: (1) Byfield (Water Park Creek) bis Tin Can Bay und K’gari, (2) Searys Creek (Rainbow Beach), (3) Noosa River bis zum Brunswick River (NSW) mit den Inseln Bribie, Moreton und Stradbroke sowie (4) im nördlichen NSW südlich des Brunswick River. Oft kommt er mit Nannoperca oxleyana und Pseudomugil mellis vor.
Bedrohungen liegen in der Zerstörung des Habitats u. a. durch Räumung für Bauland und in konkurrierenden, eingeschleppten Gambusen (Gambusia holbrooki).

## Lebensweise und Vermehrung
Rhadinocentrus ornatus lebt in kleinen Gruppen  und ernährt sich omnivor von terrestrischen und aquatischen Insekten und deren Larven, kleinen Krebstieren und Algen. Bevorzugt nimmt er die Nahrung von der Wasseroberfläche auf.
Das Weibchen laicht über mehrere Tage ab, die gut einen Millimeter kleinen Eier haften mittels „Fäden“ an Vegetation, bis nach 7–10 Tagen die Larven schlüpfen.

## Sonstiges
In Australien sind die lokalen Farbvarianten von Rhadinocentrus ornatus seit Jahrzehnten beliebte Aquarienfische.